# Мангалија
Мангалија (рум. Mangalia, тур. Mankalya) град је у крајње југоисточном делу Румуније, у историјској покрајини Добруџа. Мангалија је трећи по величини град у жупанији Констанца. Мангалија је најпознатије приморско летовалиште у Румунији.
Мангалија је према попису из 2021. године имала 30.853 становника, док је у ширем градском подручју (municipiu) имала 31.950 становника.

## Географија
Град Мангалија је смештен у источном, приморском делу Добруџе. Град на налази на обали Црног мора, недалеко од границе са Бугарском.

## Историја
Мангалија се налази на месту града Калатис (Callatis)  који је био колонија грчког града Хераклеја Понтска (данас Карадениз Ерегли у Турској). Основан је у 6. веку пре нове ере на месту старијег гетског насеља. Тврђава је нестала најездом народа у 8. и 9. веку, а место на коме се некада налазила лука и град је данас делимично потопљено. Мангалија се у ђеновљанским портоланима из 13. века помиње под називима Пангала (Pangalla) или Панкалија (Pancalia), док се назив Мангалија  први пут појављује 1593. године. Сличност са татарским именима градова из области Буџака потиче од присуства заједнице тог народа у граду. Град је и поред бурне историје успео да опстане и био је под влашћу Персијанаца, Македонаца, Дачана, Римаљана, Византијаца. За време византијске власти над Добруџом, у 11. веку је обновљена тврђава која је потом 1225. године поново уништена када је спаљена од стране Татара. Од тада Татари су држали Мангалију и бавили су се чувањем коња и оваца и рибарством. Припајањем Добруџе Румунији 1878. године, Мангалија почиње да се развија и постаје модерна лука на Црном мору. Мангалија је била пристаниште прве румунске подморнице Делфинул. Туризам у граду је такође постао значајан, па је на пример 1938. имао око 3.000 сталних становника док би лети тај број порастао на око 10.000 становника. Од 1962. године Мангалија постаје значајан туристички центар у Румунији.

## Становништво и насеља
| 1948. | 1956. | 1966.  | 1977.  | 1992.  | 2002.  | 2011.  | 2021.  |
| ----- | ----- | ------ | ------ | ------ | ------ | ------ | ------ |
| 4.547 | 4.792 | 12.674 | 26.821 | 43.960 | 40.150 | 36.364 | 31.950 |

Град је на попису 2021. године имао 31.950 становника, за 4.414 мање (-12,14%) од претходног пописа 2011. године када је било 36.364 становника. Већину становништва чине Румуни, а од мањина највише има Татара и Турака.
| Етнички састав према попису из 2021. године‍ | Етнички састав према попису из 2021. године‍ | Етнички састав према попису из 2021. године‍ | Етнички састав према попису из 2021. године‍ | Етнички састав према попису из 2021. године‍ |
| ------------------------------------------- | ------------------------------------------- | ------------------------------------------- | ------------------------------------------- | ------------------------------------------- |
|                                             |                                             |                                             |                                             |                                             |
| Румуни                                      | Румуни                                      |                                             | 23.730                                      | 74,27%                                      |
| Татари                                      | Татари                                      |                                             | 980                                         | 3,07%                                       |
| Турци                                       | Турци                                       |                                             | 643                                         | 2,01%                                       |
| Руси-Липовани                               | Руси-Липовани                               |                                             | 62                                          | 0,19%                                       |
| Роми                                        | Роми                                        |                                             | 57                                          | 0,18%                                       |
| Мађари                                      | Мађари                                      |                                             | 40                                          | 0,13%                                       |
| Остали                                      | Остали                                      |                                             | 253                                         | 0,79%                                       |
| Непознато                                   | Непознато                                   |                                             | 6.185                                       | 19,36%                                      |

| Етнички састав према попису из 2011.‍ | Етнички састав према попису из 2011.‍ | Етнички састав према попису из 2011.‍ | Етнички састав према попису из 2011.‍ | Етнички састав према попису из 2011.‍ |
| ------------------------------------ | ------------------------------------ | ------------------------------------ | ------------------------------------ | ------------------------------------ |
|                                      |                                      |                                      |                                      |                                      |
| Румуни                               | Румуни                               |                                      | 29.965                               | 82,40%                               |
| Турци                                | Турци                                |                                      | 1.474                                | 4,05%                                |
| Татари                               | Татари                               |                                      | 1.183                                | 3,25%                                |
| Роми                                 | Роми                                 |                                      | 165                                  | 0,45%                                |
| Руси-Липовани                        | Руси-Липовани                        |                                      | 116                                  | 0,32%                                |
| Мађари                               | Мађари                               |                                      | 82                                   | 0,23%                                |
| Остали                               | Остали                               |                                      | 48                                   | 0,13%                                |
| Непознато                            | Непознато                            |                                      | 3.331                                | 9,16%                                |

### Насеља
Град Мангалија се састоји из насеља Мангалија и још 6 насеља.
| Насеље         | Изворни назив | Број становника | Број становника |
| Насеље         | Изворни назив | 2011.           | 2021.           |
| -------------- | ------------- | --------------- | --------------- |
| Венус          |               | 263             | 42              |
| Жупитер        |               | 11              | 30              |
| Кап Аурора     |               | —               | —               |
| Мангалија      |               | 34.705          | 30.853          |
| Нептун         |               | 999             | 771             |
| Олимп          |               | 381             | 170             |
| Сатурн         |               | 5               | 84              |
| Град Мангалија |               | 36.364          | 31.950          |

## Побратимљени градови
Побратимљени градови са Мангалијом су:
| - Балчик - Библос - Банска Бистрица - Генерал Тошево - Гринпорт - Евај - Кармијел | - Лаврио - Пале - Пиран - Порто Виро - Санта Северина - Струга - Шарлвил Мезјер |